# Synagogue de Moïse
La synagogue de Moïse (chinois 摩西会堂 ; pinyin Móxī huìtáng) est une synagogue de Shanghai, fondée en 1907.

## Historique
La synagogue de Moïse, la première de Shanghai, est fondée en 1907 rue Xihuade (devenue rue Changzhi) par les juifs russes réfugiés à Shanghai, avant d'être déplacée en 1927 rue Huade (devenue rue Changyang). Fermée en 1956, elle devient en 1998 le Musée juif de Shanghai.